# 蛟龍丸
蛟龍丸（こうりゅうまる）は、1903年に進水した日本の貨客船である。日露戦争中に日本海軍により旅順口攻撃のため機雷敷設艦として使用され、戦艦「ペトロパヴロフスク」の撃沈に関与した。日露戦争後は各種商船として35年以上使用された。

## 建造
本船は、造船奨励法の適用を受け、範多龍太郎を長とする大阪鉄工所で建造された。船体の材質は鋼である。推進設備としては、レシプロ式の蒸気機関により回転するスクリューのほか、2本マストにスクーナー式の帆装を有した。建造当初の種別は貨客船で、旅客定員298人である。1903年9月に進水、同年中に竣工した。
当初の船主は藤野四郎兵衛で、金刀比羅宮への参拝客を運ぶ瀬戸内海定期航路へ就航した。

## 日露戦争
竣工翌年の1904年（明治37年）2月8日に日露戦争が勃発すると、「蛟龍丸」は2月25日に佐世保鎮守府において傭船契約が結ばれて徴用された。徴用当初は非武装で、民間船員も乗船した状態で佐世保港務部所属で朝鮮半島沿岸において使用された。
旅順港閉塞作戦など連合艦隊による旅順口攻撃が決定的な成果を挙げられない中、同年3月21日に東郷平八郎連合艦隊司令長官の意見具申に基づき「高坂丸」（土佐商船：682総トン）とともに連合艦隊用として移管され、うち本船は旅順港への機雷敷設任務に投入されることとなった。同年4月10日に海州邑錨地において工作船「江都丸」による改装工事を施され、ホチキス式57mm砲1門を船首に、ホチキス式軽47mm砲を船尾両舷に1門ずつ装備されたほか、流し式機械水雷落下装置12基を舷側へ装備され、二号機雷40個を搭載された。民間船員は全員下船し、「蛟龍丸」指揮官へ任命された小田喜代蔵中佐（連合艦隊附属敷設隊司令）ら海軍軍人53人が乗り組んだ。
4月7日に、連合艦隊司令部は、第七次旅順口攻撃作戦を発令した。悪天候のため作戦は延期され、4月12日午後5時40分に「蛟龍丸」は旅順へ向け発進。第4駆逐隊（機雷16個搭載の団平船曳航）とともに旅順港外東側ルチン岩沖への敷設を担当し、13日午前2時3分から約4分で12個の機雷を敷設すると敵に発見されること無く帰還した。なお、第5駆逐隊と第14艇隊が港外西側への機雷16個の敷設を担当した。翌13日の戦闘で、ロシア艦隊は戦艦「ペトロパヴロフスク」がルチン岩付近で触雷沈没してステパン・マカロフ司令長官が戦死、同「ポペーダ」が触雷大破する大損害を受けた。これらは「蛟龍丸」らの戦果とされ、「蛟龍丸」指揮官の小田中佐は新聞により功労者として大きく報じられた。「蛟龍丸」による成功を踏まえ、日本海軍は同年8月にかけて19回の仮装砲艦を用いた旅順への機雷敷設作戦を実施した。
その後の旅順作戦で「蛟龍丸」は主に大連湾根拠地の警備や水路誘導などの雑用へ充てられ、機雷敷設には加わらなかった。座礁した通報艦「龍田」や触雷沈没した三等海防艦「済遠」の救助に出動している。この間、同年5月10日には「太田川丸」（大阪商船：408総トン）など徴用船4隻が新たに武装されたのとあわせて仮装砲艦に類別され、第5号仮装砲艦と呼称された。
旅順攻囲戦が峠を越えた1904年12月に、「蛟龍丸」は仮装巡洋艦「台中丸」に従って佐世保軍港へ引き上げた。類別が二等仮装砲艦へ変わり、1905年（明治38年）1月に新設の特務艦隊へ編入された。3月23日付で仮装砲艦の番号が整理された関係で、第2号仮装砲艦へ呼称変更されている。同年3月、佐世保海軍工廠において、前年から装備予定だった簡易式魚雷である海防水雷の落射機を船橋前甲板両舷に1基ずつ追加された。それから日本海海戦頃までの間は連合艦隊の根拠地であった鎮海湾の湾口哨戒、同年7月以降は同年10月15日の終戦まで永興湾の警備に従事した。

## その後
日露戦争後、徴用解除された「蛟龍丸」は商船として活動を再開した。船主が1916年（大正5年）には函館市の木田長右衛門に替わり、さらに翌年までには同市の成田金太郎となっている。1916年から1919年（大正8年）にかけて、青函連絡船の貨物輸送量の増加に対応するため貨物専用船として傭船された。1926年（大正15年）には日魯漁業により北洋漁業用として傭船されており、蟹工船「秩父丸」の遭難事故では救助に赴いた。1930年（昭和5年）11月から翌年3月には、済州島住民が設立した東亜通航組合に傭船されて、尼崎汽船の「第二君が代丸」に対抗して大阪港・済州島間の旅客航路で運行された。1933年（昭和8年）の昭和三陸地震では停泊中に津波により流されて蕪島付近へ座礁するが、復旧された。1938年（昭和13年）6月には再び日魯漁業により傭船されてソビエト連邦領カムチャッカ半島沖での操業を計画したが、ソ連側の渡航許可が下りず、外交問題となった（蛟龍丸査証問題）。
本船の最期は、船主の成田商店（成田甚太郎）から北千島水産により傭船され、1941年（昭和16年）6月に学術調査団を乗せて千島列島北部へ向かった際、得撫島得撫岬南方で座礁したため全損となった。「蛟龍丸」の遺物としては、1933年の津波で破損したスクリューの破片を用いて制作された海嘯記念碑が、蕪嶋神社の境内に建立されている。